# Acrobolbus spinifolius
Acrobolbus spinifolius là một loài rêu trong họ Acrobolbaceae. Loài này được R.M. Schust. mô tả khoa học đầu tiên năm 2001.